# Phoca
Phoca je rod mořských savců z čeledi tuleňovití (Phocidae).

## Systematika
Do rodu Phoca se původně řadilo poměrně velké množství tuleňů, které dnes utváří samostatné rody Pusa, Pagophilus a Histriophoca. V moderním pojetí rod Phoca zahrnuje pouze dva druhy:
- Phoca largha: tuleň pacifický
- Phoca vitulina: tuleň obecný

## Popis
Jejich široká aerodynamická těla jsou pokrytá hustou srstí. Srst tuleně obecného může mít světlou (žlutou či žluto-šedou) či tmavou (načernalou) barvu, tělo pokrývají tmavé skvrny. Tuleň pacifický bývá spíše světlejší (žlutý až žluto-šedý), jeho tělo taktéž pokrývají tmavé skvrny. Oba druhy jsou v terénu od sebe prakticky nerozeznatelné.

## Rozšíření a populace
Tuleň pacifický obývá severozápadní pobřeží Severní Ameriky (Aljaška) a severovýchodní břehy Asie (Japonsko, Korejský poloostrov, Kamčatka, severovýchodní Čína). Tuleň obecný se vyskytuje podél pobřežních oblastí Severní Ameriky, dále v okolí Grónska, Islandu, severní Evropy, arktických oblastí Ruska i východní Asie.